# Pont de la Rivière-du-Chêne
Le pont de la Rivière-du-Chêne est un pont routier situé en Chaudière-Appalaches qui relie les deux rives de la rivière du Chêne entre les municipalités de Leclercville et de Saint-Édouard-de-Lotbinière.

## Description
Le pont est emprunté par la route 226. Il comporte deux voies de circulation soit une voie dans chaque direction. Environ 920 véhicules empruntent le pont quotidiennement.

## Toponymie
Le nom du pont rappelle que le pont traverse la rivière du Chêne.